# ویلیام هانتر
ویلیام هانتر (به انگلیسی: William Hunter) سناتور سابق عضو حزب فدرالیست (آمریکا) بود. وی در سال ۱۸۱۱ تا ۱۸۲۱ میلادی سناتور ایالت رود آیلند در سنای ایالات متحده آمریکا بود.